# Малиновка (Устьянский район)
Малиновка — деревня в Устьянском районе Архангельской области.

## География
Находится в южной части Архангельской области на расстоянии приблизительно 8 км на восток-северо-восток по прямой от административного центра района поселка Октябрьский на левом берегу реки Устья.

## История
Была отмечена уже только в 1939 году как деревня Шангальского сельсовета Устьянского района. До 2022 года входила в Шангальское сельское поселение до его упразднения.

## Население
Численность населения: 20 человек (русские 100 %) в 2002 году, 22 в 2010.